# Chikan (contacte corporal)

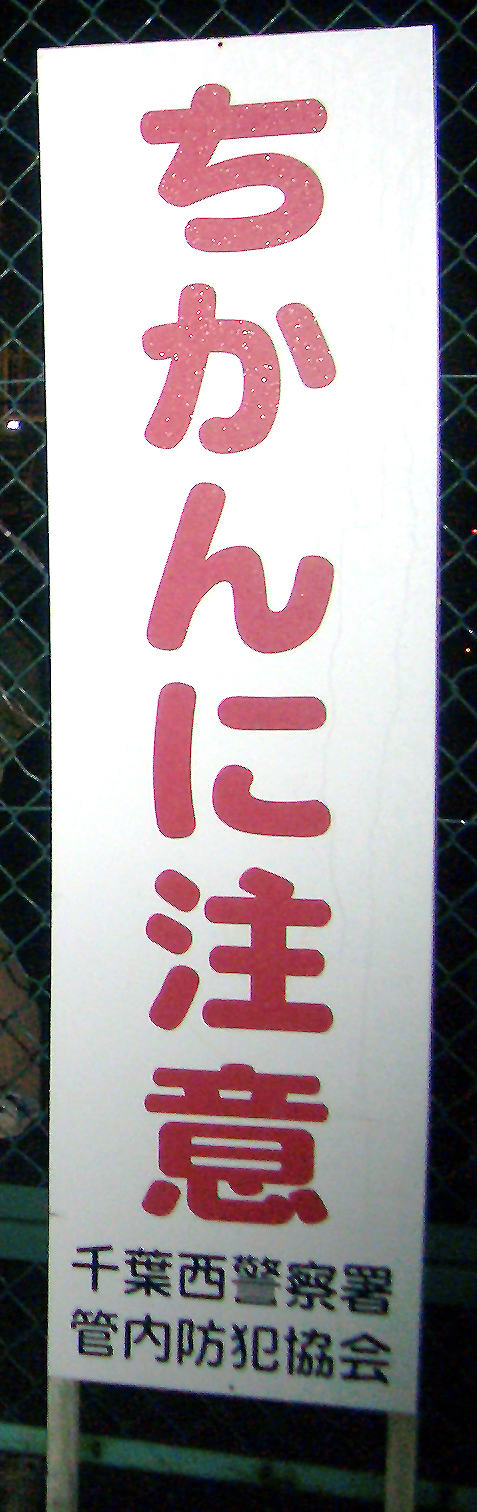
Senyalització exterior d'un aparcament de bicicletes a Chiba, Japó, advertint "Alerta amb el Chikan."

Chikan (痴漢, チカン, o ちかん) és un terme japonès que es refereix a l'assetjament sexual o qualsevol altre acte obscè dut a terme contra la voluntat de la víctima, o bé a la persona que comet aquest acte. El terme és utilitzat de manera freqüent per descriure homes que s'aprofiten de la massificació que es dona al transport públic per grapejar a la gent amb certa impunitat. Si bé el terme no es troba definit en el sistema legal japonès, l'ús vernacle de la paraula descriu actes que violen diverses lleis. El neologisme que es refereix al femení de chikan és chijo.
En psicologia clínica, aquest desig és anomenat frotteurism. Tot i que les dones que van en els massificats vagons del metro japonès son els principals objectius dels chikan, ambdós sexes pateixen abusos d'aquest tipus. Una altra situació és la que es dona als aparcaments de bicicletes, on l'assetjador esperarà fins que una dona (o un home) s'ajupi per treure el pany de la bicicleta per grapejar-la des de darrere.
El chikan és, sovint, un element característic de la pornografia japonesa, juntament amb altres situacions sexuals no consentides. Com a mesura per combatre'l, algunes empreses de tren i metro ofereixen vagons exclusius per a dones.